# دوق كلارنس
دوق كلارنس (بالإنجليزية: Duke of Clarence)‏ هو رتبة النبلاء الإنجليز أنشأها إدوارد الثالث ويتم منحه للأعضاء الأصغر في الأسرة البريطانية الحاكمة.
وقد منح أول لقب إلى ليونيل أنتويرب، ثاني أبناء الملك إدوارد الثالث، في 1362. وبما أنه توفي دون أبناء، فقد انقرض اللقب. أعيد إحياؤه لصالح توماس لانكستر، الابن الثاني للملك هنري الرابع، في 1412. وانقرض اللقب بموته أيضا. وأعيد لآخر مرة لصالح جورج بلانتيجينيه، شقيق الملك إدوارد الرابع، في 1461. تمت مصادرة لقب الدوق في عام 1478، بعد أن تمت إدانته بالخيانة ضد أخيه.